# Vermand
Vermand je naselje in občina v severnem francoskem departmaju Aisne regije Pikardije. Leta 1999 je naselje imelo 1.069 prebivalcev.

## Geografija
Kraj se nahaja v pokrajini Vermandois 11 km zahodno od Saint-Quentina.

## Administracija
Vermand je sedež istoimenskega kantona, v katerega so poleg njegove vključene še občine Attilly, Beauvois-en-Vermandois, Caulaincourt, Douchy, Étreillers, Fayet, Fluquières, Foreste, Francilly-Selency, Germaine, Gricourt, Holnon, Jeancourt, Lanchy, Maissemy, Pontru, Pontruet, Roupy, Savy, Trefcon, Vaux-en-Vermandois, Vendelles in Le Verguier z 9.312 prebivalci.
Kanton je sestavni del okrožja Saint-Quentin.

## Zgodovina
Antični oppidum, imenovan po galskem plemenu Viromandui, je Vermand kasneje postal središče pokrajine Vermandois. V 11. stoletju je ob prenosu rezidence grofov Vermandskih v bližnji Saint-Quentin izgubil na pomenu.